# Lijst van programma's op Streamz
Op deze pagina volgt een overzicht van de programma's beschikbaar op het streamingsplatform Streamz.
| Titel                                               | Première          | Seizoen    | Soort           | Preview, Original of andere | Tv-zender                                                                 | Première tv-zender     | Overige informatie |
| --------------------------------------------------- | ----------------- | ---------- | --------------- | --------------------------- | ------------------------------------------------------------------------- | ---------------------- | --- |
| wtFOCK                                              | 4 september 2020  | S4         | Serie           | Andere                      | Online (S1-heden) VIER (nu Play4) (S1) Play5 (S1-S4) GoPlay (S5-S7)       | 1 oktober 2018         | WtFOCK wordt eerst met fragmenten online getoond op de website van de serie. Iedere vrijdag komt een volledige aflevering van de fragmenten beschikbaar via GoPlay. Sinds seizoen 5 wordt enkel nog uitgezonden op GoPlay en Streamz. Seizoen 6 en 7 kwamen eerst beschikbaar op GoPlay en later op Streamz. |
| wtFOCK                                              | 19 april 2021     | S5         | Serie           | Andere                      | Online (S1-heden) VIER (nu Play4) (S1) Play5 (S1-S4) GoPlay (S5-S7)       | 1 oktober 2018         | WtFOCK wordt eerst met fragmenten online getoond op de website van de serie. Iedere vrijdag komt een volledige aflevering van de fragmenten beschikbaar via GoPlay. Sinds seizoen 5 wordt enkel nog uitgezonden op GoPlay en Streamz. Seizoen 6 en 7 kwamen eerst beschikbaar op GoPlay en later op Streamz. |
| wtFOCK                                              | 14 december 2023  | S6         | Serie           | Andere                      | Online (S1-heden) VIER (nu Play4) (S1) Play5 (S1-S4) GoPlay (S5-S7)       | 1 oktober 2018         | WtFOCK wordt eerst met fragmenten online getoond op de website van de serie. Iedere vrijdag komt een volledige aflevering van de fragmenten beschikbaar via GoPlay. Sinds seizoen 5 wordt enkel nog uitgezonden op GoPlay en Streamz. Seizoen 6 en 7 kwamen eerst beschikbaar op GoPlay en later op Streamz. |
| wtFOCK                                              | 8 februari 2024   | S7         | Serie           | Andere                      | Online (S1-heden) VIER (nu Play4) (S1) Play5 (S1-S4) GoPlay (S5-S7)       | 1 oktober 2018         | WtFOCK wordt eerst met fragmenten online getoond op de website van de serie. Iedere vrijdag komt een volledige aflevering van de fragmenten beschikbaar via GoPlay. Sinds seizoen 5 wordt enkel nog uitgezonden op GoPlay en Streamz. Seizoen 6 en 7 kwamen eerst beschikbaar op GoPlay en later op Streamz. |
| Baantjer: het begin                                 | 14 september 2020 | S1         | Serie           | Streamz Original            | -                                                                         | -                      | Productie uit Nederland. De serie was eerst beschikbaar via Videoland en werd later uitgezonden op RTL 4. |
| Black-out                                           | 14 september 2020 | S1         | Serie           | In preview                  | Eén                                                                       | 22 november 2020       | |
| Cold Courage                                        | 14 september 2020 | S1         | Serie           | Streamz Original            | -                                                                         | -                      | Internationale productie. Original van Zweedse platform Viaplay. |
| De Bende van Jan de Lichte                          | 14 september 2020 | S1         | Serie           | In preview                  | VTM                                                                       | 17 oktober 2021        | Internationaal beschikbaar via Netflix als Thieves of the Wood. |
| Fair Trade                                          | 14 september 2020 | S1         | Serie           | In preview                  | VTM                                                                       | 15 februari 2021       | |
| Fair Trade                                          | 15 februari 2023  | S2         | Serie           | In preview                  | VTM                                                                       |                        | |
| Bootcamp                                            | 1 oktober 2020    | S1         | Reality         | In preview                  | TAGMAG                                                                    | 17 november 2020       | In samenwerking met TAGMAG |
| Bootcamp                                            | 15 oktober 2021   | S2         | Reality         | In preview                  | TAGMAG                                                                    | 11 januari 2022        | In samenwerking met TAGMAG |
| Niets Te Melden                                     | 12 oktober 2020   | S1         | Serie           | Streamz Original            | VTM                                                                       | 28 juli 2024           | |
| Free Love Paradise                                  | 22 oktober 2020   | S1         | Guilty pleasure | In preview                  | VTM 2                                                                     | 5 november 2020        | De eerste twee afleveringen werden in preview op Streamz beschikbaar gesteld. Nadat de eerste twee afleveringen werden uitgezonden op VTM 2 wordt er elke week een nieuwe aflevering in preview toegevoegd. In Nederland is het programma beschikbaar via Videoland en RTL.                                  |
| Dimitri Vegas & Like Mike                           | 2 november 2020   | S1         | Documentaire    | In preview                  | Play4                                                                     | -                      | Documentaire van Eric Goens. |
| Studentenanekdotes / Student Confessions            | 12 november 2020  | S1         | -               | In preview                  | TAGMAG                                                                    | -                      | In samenwerking met TAGMAG |
| Red Light                                           | 4 december 2020   | S1         | Serie           | In preview                  | VTM                                                                       | 30 augustus 2021       | Tussen 4 december 2020 en 5 januari 2021 werd er telkens een nieuwe aflevering gelanceerd. Co-productie met Nederland. Wordt in Nederland uitgezonden door BNNVARA op NPO 1. |
| D5R                                                 | 18 december 2020  | S8         | Serie           | Streamz Original            | Ketnet (S1-S4) MNM YouTube (S5, deel 1) Play More (S5-S7) Streamz (S8-12) | 15 september 2014 (S1) | Programma werd origineel op Ketnet uitgezonden van seizoen 1 tot 4. Vanaf seizoen 5 tot 8 werd het uitgezonden op Play (More) en Streamz. Seizoen 5 was ook beschikbaar op het YouTube-kanaal van radiozender MNM.                                                                                           |
| D5R                                                 | 2 juni 2021       | S9         | Serie           | Streamz Original            | Ketnet (S1-S4) MNM YouTube (S5, deel 1) Play More (S5-S7) Streamz (S8-12) | 15 september 2014 (S1) | Programma werd origineel op Ketnet uitgezonden van seizoen 1 tot 4. Vanaf seizoen 5 tot 8 werd het uitgezonden op Play (More) en Streamz. Seizoen 5 was ook beschikbaar op het YouTube-kanaal van radiozender MNM.                                                                                           |
| D5R                                                 | 1 december 2021   | S10        | Serie           | Streamz Original            | Ketnet (S1-S4) MNM YouTube (S5, deel 1) Play More (S5-S7) Streamz (S8-12) | 15 september 2014 (S1) | Programma werd origineel op Ketnet uitgezonden van seizoen 1 tot 4. Vanaf seizoen 5 tot 8 werd het uitgezonden op Play (More) en Streamz. Seizoen 5 was ook beschikbaar op het YouTube-kanaal van radiozender MNM.                                                                                           |
| D5R                                                 | 22 juni 2022      | S11        | Serie           | Streamz Original            | Ketnet (S1-S4) MNM YouTube (S5, deel 1) Play More (S5-S7) Streamz (S8-12) | 15 september 2014 (S1) | Programma werd origineel op Ketnet uitgezonden van seizoen 1 tot 4. Vanaf seizoen 5 tot 8 werd het uitgezonden op Play (More) en Streamz. Seizoen 5 was ook beschikbaar op het YouTube-kanaal van radiozender MNM.                                                                                           |
| D5R                                                 | 21 december 2022  | S12        | Serie           | Streamz Original            | Ketnet (S1-S4) MNM YouTube (S5, deel 1) Play More (S5-S7) Streamz (S8-12) | 15 september 2014 (S1) | Programma werd origineel op Ketnet uitgezonden van seizoen 1 tot 4. Vanaf seizoen 5 tot 8 werd het uitgezonden op Play (More) en Streamz. Seizoen 5 was ook beschikbaar op het YouTube-kanaal van radiozender MNM.                                                                                           |
| Cheyenne et Lola                                    | 1 januari 2021    | S1         | Serie           | In preview                  | Eén                                                                       | 11 oktober 2021        | Met Veerle Baetens en Charlotte Le Bon. |
| Mijn Slechtste Beste Vriendin                       | 1 februari 2021   | S1, deel 1 | Serie           | In preview                  | Play4                                                                     | 3 januari 2022         | |
| Mijn Slechtste Beste Vriendin                       | 13 februari 2021  | S1, deel 2 | Serie           | In preview                  | Play4                                                                     | 3 januari 2022         | |
| Mijn Slechtste Beste Vriendin                       | 25 oktober 2021   | S2         | Serie           | In preview                  | Play4                                                                     | 21 augustus 2023       | |
| Mijn Slechtste Beste Vriendin                       | 26 september 2022 | S3         | Serie           | In preview                  | Play4                                                                     | 11 september 2023      | |
| Dennis vs. Black Magic                              | 3 maart 2021      | S1         | Documentaire    | In preview                  | Play4                                                                     |                        | Een documentaire-reeks door Peter Boeckx |
| Déjà Vu                                             | 15 maart 2021     | S1         | Serie           | In preview                  | Play4                                                                     | 17 november 2022       | |
| Déjà Vu                                             | 7 april 2023      | S2         | Serie           | In preview                  | Play4                                                                     | 3 juni 2025            | |
| Meisje van plezier                                  | 24 maart 2021     | S3         | Serie           | In preview                  | Play5                                                                     | 9 augustus 2021        | Seizoen 1 & 2 sinds 1 september beschikbaar op Streamz Productie uit Nederland. De serie was eerst beschikbaar via Videoland en werd later uitgezonden op RTL 4. In België op Play5 en GoPlay |
| Gewoon Boef                                         | 31 maart 2021     | S1         | Documentaire    | Andere                      | -                                                                         | -                      | Documentaire over de gelijknamige rapper, productie uit Nederland. Een Videoland original. |
| TagMansion                                          | 7 april 2021      | S3         | Reality         | In preview                  | TAGMAG                                                                    | -                      | In samenwerking met TAGMAG |
| TagMansion                                          | 30 maart 2022     | S4         | Reality         | In preview                  | TAGMAG                                                                    | -                      | In samenwerking met TAGMAG |
| TagMansion                                          | 5 april 2023      | S5         | Reality         | In preview                  | TAGMAG                                                                    | -                      | In samenwerking met TAGMAG |
| TagMansion                                          | 11 april 2024     | S6         | Reality         | In preview                  | TAGMAG                                                                    | -                      | In samenwerking met TAGMAG |
| Xander De Rycke - Houdt het voor Bekeken - Covid-19 | 3 mei 2021        | -          | Comedy          | Streamz Original            | -                                                                         | -                      | |
| Curious                                             | 9 juni 2021       | S1         | Reality         | In preview                  | TAGMAG                                                                    | 7 september 2021       | In samenwerking met TAGMAG |
| Glad IJs                                            | 16 juni 2021      | S1         | Serie           | In preview                  | VTM                                                                       | 19 januari 2022        | Serie met in de hoofdrollen o.a. Lucas Van den Eynde, Koen De Bouw en Lize Feryn |
| Jamie's Job Hunt                                    | 21 juli 2021      | S2         | Reality         | In preview                  | TAGMAG                                                                    | 17 september 2020      | In samenwerking met TAGMAG |
| F*** You Very, Very Much                            | 1 augustus 2021   | S1         | Serie           | In Preview                  | Play4                                                                     | 7 februari 2022        | Serie met Frances Lefebure in de hoofdrol |
| F*** You Very, Very Much                            | 5 juli 2023       | S2         | Serie           | In Preview                  | Play4                                                                     | 31 oktober 2024        | Serie met Frances Lefebure in de hoofdrol |
| Storm Lara                                          | 23 augustus 2021  | S1         | Serie           | Streamz Original            | VTM                                                                       | -                      | Een serie van Kadir Ferati Balci, met Ella Leyers, Wouter Hendrickx, Aïcha Cissé |
| Regenboog                                           | 8 september 2021  | S1         | Documentaire    | Streamz Original            | -                                                                         | -                      | |
| OnlyFans: De Naakte Vlaamse waarheid                | 4 oktober 2021    | S1         | Documentaire    | Streamz Original            | -                                                                         | -                      | |
| The Window                                          | 3 november 2021   | S1         | Serie           | Andere                      | -                                                                         | -                      | Engelstalige reeks met in de hoofdrollen o.a. Lynn Van Royen en Samuel Jorden. Coproductie met Streamz. Een productie van Boogie Entertainment en ZDF Enterprises, in coproductie met Fuiji Television network, Velvet en Streamz.                                                                           |
| De kraak                                            | 1 December 2021   | S1         | Serie           | In preview                  | VTM                                                                       | 11 maart 2024          | Opgenomen in 2017, maar nog niet verschenen in België. |
| #LoveMe                                             | 21 december 2021  | S1         | Guilty pleasure | In preview                  | TAGMAG                                                                    | 2022                   | In samenwerking met TAGMAG |
| #LoveMe                                             | 19 oktober 2022   | S2         | Guilty pleasure | In preview                  | TAGMAG                                                                    | 24 januari 2023        | In samenwerking met TAGMAG |
| #LoveMe                                             | 21 maart 2024     | S3         | Guilty pleasure | In preview                  | TAGMAG                                                                    | 2024                   | In samenwerking met TAGMAG |
| Hacked                                              | 3 januari 2022    | S1         | Serie           | In preview                  | GoPlay                                                                    | 2022                   | Jongerenserie met centraal een groep vrienden van wie de levens op hun kop worden gezet door een mysterieuze hacker. |
| Hacked                                              | 22 februari 2023  | S2         | Serie           | In preview                  | GoPlay                                                                    | 21 augustus 2024       | Jongerenserie met centraal een groep vrienden van wie de levens op hun kop worden gezet door een mysterieuze hacker. |
| Billie vs. Benjamin                                 | 17 januari 2022   | S1         | Serie           | In preview                  | VTM                                                                       | 30 september 2022      | Won een Emmy Award |
| Billie vs. Benjamin                                 | 7 maart 2024      | S2         | Serie           | In preview                  | VTM                                                                       | 4 september 2024       | Won een Emmy Award |
| True Crime Belgium                                  | 16 februari 2022  | S1 t/m S4  | Documentaire    | In preview                  | Play4                                                                     | 30 oktober 2022        | Samenwerking met Lecter Media. Ook in 2023, 2024 & 2025 kwamen er regelmatig nieuwe afleveringen en specials uit van True Crime Belgium. |
| De bunker                                           | 25 februari 2022  | S2         | Serie           | In preview                  | VTM                                                                       | 9 maart 2023           | |
| Couples therapy                                     | 4 maart 2022      | S1         | Serie           | Streamz Original            | -                                                                         | -                      | |
| Hidden Assets                                       | 16 maart 2022     | S1         | Serie           | Andere                      | -                                                                         | -                      | Een productie van het Ierse Saffron Moon in coproductie met het Belgische Potemkino, in opdracht van de Ierse nationale televisie RTÉ, Acorn TV en Streamz. Internationaal te zien op het Amerikaanse Sundance TV en streamingplatform Acorn TV.                                                             |
| Hidden Assets                                       | 11 januari 2024   | S2         | Serie           | Andere                      | -                                                                         | -                      | Een productie van het Ierse Saffron Moon in coproductie met het Belgische Potemkino, in opdracht van de Ierse nationale televisie RTÉ, Acorn TV en Streamz. Internationaal te zien op het Amerikaanse Sundance TV en streamingplatform Acorn TV.                                                             |
| Doe Zo Voort                                        | 1 april 2022      | S1         | Serie           | Streamz Original            | -                                                                         | -                      | |
| Grond                                               | 26 april 2022     | S1         | Serie           | Andere                      | Play4                                                                     | 26 oktober 2021        | De serie was eerst te zien op Play4 en daarna op Streamz. Is internationaal beschikbaar via Netflix. |
| De Kasteelmoord                                     | 2022              | S1         | Documentaire    | -                           | VTM                                                                       | 7 februari 2022        | |
| Nonkels                                             | 29 april 2022     | S1         | Serie           | In preview                  | Play4                                                                     | 8 mei 2022             | |
| Nonkels                                             | 1 april 2024      | S2         | Serie           | In preview                  | Play4                                                                     | 18 april 2024          | |
| Nonkels                                             | S3                |            | Serie           | In preview                  | Play4                                                                     |                        | |
| Voices Of Liberation                                | 2 mei 2022        | S1         | Documentaire    | Streamz Original            | -                                                                         | -                      | In samenwerking met Netflix. |
| De Sneeuwman                                        | 25 mei 2022       | S1         | Documentaire    | Streamz Original            | -                                                                         | -                      | |
| Een goed jaar                                       | 8 juni 2022       | S1         | Serie           | Streamz Original            | VTM                                                                       | -                      | |
| Love Island Rewind                                  | 30 juni 2022      | S1         | Guilty pleasure | Streamz Original            | -                                                                         | -                      | |
| Love island                                         | 11 juli 2022      | S3         | Guilty pleasure | Streamz Original            | -                                                                         | -                      | In samenwerking met Videoland. |
| Love island                                         | 21 augustus 2023  | S4         | Guilty pleasure | Streamz Original            | -                                                                         | -                      | In samenwerking met Videoland. |
| De 42 kinderen van de goeroe                        | 27 juli 2022      | S1         | Documentaire    | Streamz Original            | -                                                                         | -                      | |
| Chasing Beauty                                      | 12 augustus 2022  | S1         | Documentaire    | Streamz Original            | -                                                                         | -                      | Seizoen 1 bekend als 'Chasing Beauty: Perfectie te Koop' |
| Chasing Beauty                                      | 23 mei 2024       | S2         | Documentaire    | Streamz Original            | -                                                                         | -                      | Seizoen 1 bekend als 'Chasing Beauty: Perfectie te Koop' |
| Chasing Beauty                                      | Zomer 2025        | S3         | Documentaire    | Streamz Original            | -                                                                         | -                      | |
| 2DEZIT                                              | 29 september 2022 | S1         | Serie           | Streamz Original            | -                                                                         | -                      | Wekelijkse stacking. |
| 2DEZIT                                              | 26 oktober 2023   | S2         | Serie           | Streamz Original            | -                                                                         | -                      | Wekelijkse stacking. |
| 2DEZIT                                              | 10 oktober 2024   | S3         | Serie           | Streamz Original            | -                                                                         | -                      | Wekelijkse stacking. |
| Don't Scream                                        | 3 oktober 2022    | S1         | Competitie      | Streamz Original            | -                                                                         | -                      | Wekelijkse stacking. |
| Xander De Rycke - Bekend & Bescheiden               | 12 oktober 2022   | -          | Comedy          | Andere                      | -                                                                         | -                      | |
| Jamal                                               | 26 oktober 2022   | S1         | Documentaire    | Streamz Original            | -                                                                         | -                      | |
| FOMO                                                | 29 oktober 2022   | S1         | Serie           | Streamz Original            | -                                                                         | -                      | Vervolg van de gelijknamige film. |
| Jan Jaap van der Wal - III-ième                     | 1 november 2022   | -          | Comedy          | Andere                      | -                                                                         | -                      | |
| Geldwolven                                          | 14 november 2022  | S1         | Serie           | Streamz Original            | -                                                                         | -                      | Wekelijkse stacking. |
| Pieter Verelst – Amai                               | 23 november 2022  | -          | Comedy          | Andere                      | -                                                                         | -                      | |
| Is crypto het nieuwe goud?                          | 18 december 2022  | S1         | Documentaire    | Streamz Original            | -                                                                         | -                      | |
| Over de oceaan                                      | 26 december 2022  | S2         | Reality         | In preview                  | Play4                                                                     | 16 januari 2023        | |
| Over de oceaan                                      | 30 september 2024 | S3         | Reality         | In preview                  | Play4                                                                     | 20 oktober 2024        | |
| Jade Mintjens – #Eindejaars 2022                    | 31 december 2022  | -          | Comedy          | Andere                      | -                                                                         | -                      | |
| Shot in the dark                                    | 4 januari 2023    | S1         | Reality         | In preview                  | TAGMAG                                                                    | -                      | In samenwerking met TAGMAG. |
| Shot in the dark                                    | 30 mei 2024       | S2         | Reality         | In preview                  | TAGMAG                                                                    | -                      | In samenwerking met TAGMAG. |
| William Boeva – B30VA                               | 18 januari 2023   | -          | Comedy          | Andere                      | -                                                                         | -                      | |
| War Junkies                                         | 1 februari 2023   | S1         | Documentaire    | Streamz Original            | -                                                                         | -                      | |
| Love Island Valentine's Special                     | 10 februari 2023  | -          | Reality         | Streamz Original            | -                                                                         | -                      | |
| Arnout Van den Bossche – Burn Out voor Beginners    | 15 februari 2023  | -          | Comedy          | Andere                      | -                                                                         | -                      | |
| On Est Party - A Party Travel Guide                 | 24 februari 2023  | S1         | Reality         | Andere                      | -                                                                         | -                      | In samenwerking met TAGMAG. |
| Erhan Demirci - Doe Rustig                          | 1 maart 2023      | -          | Comedy          | Andere                      | -                                                                         | -                      | |
| Dansaertvlamingen                                   | 16 maart 2023     | S1         | Comedy          | Streamz Original            | -                                                                         | -                      | |
| Boris                                               | 28 maart 2023     | S1         | Documentaire    | In preview                  | Play4                                                                     | 5 april 2023           | Wekelijkse stacking. Op Streamz beschikbaar 1 week voor het op Play 4 komt. |
| Henk Rijckaert - Influencer                         | 19 april 2023     | -          | Comedy          | Andere                      | -                                                                         | -                      | |
| Follow Me                                           | 21 april 2023     | S1         | Documentaire    | Streamz Original            | -                                                                         | -                      | |
| BIM                                                 | 21 april 2023     | S1         | serie           | Streamz Original            | -                                                                         | -                      | Serie naar de film. |
| Million Dollar Island                               | 1 mei 2023        | S2         | Reality         | In preview                  | VTM 2                                                                     | 22 mei 2023            | Wekelijkse stacking. In co-productie met Nederland. |
| Onderhuids                                          | 17 mei 2023       | S1         | Serie           | Streamz Original            | -                                                                         | -                      | Met Jan Kooijman in de hoofdrol. |
| Rainbow Remco                                       | 24 mei 2023       | Preview    | Documentaire    | Streamz Original            | -                                                                         | -                      | Gemaakt door Woestijnvis. |
| Rainbow Remco                                       | 24 augustus 2023  | S1         | Documentaire    | Streamz Original            | -                                                                         | -                      | Gemaakt door Woestijnvis. |
| Met De Joris                                        | 27 mei 2023       | S1         | Documentaire    | Streamz Original            | VTM                                                                       | 5 september 2023       | |
| D5R: film 2                                         | juni 2023         | -          | Film            | Streamz Original            | -                                                                         | -                      | |
| Frakke & Jempie                                     | 10 augustus 2023  | S1         | Serie           | In preview                  | VTM                                                                       | -                      | Spin-off van De zonen van Van As. |
| Frakke & Jempie                                     | 12 september 2024 | S2         | Serie           | In preview                  | VTM                                                                       | -                      | Spin-off van De zonen van Van As. |
| Boomer                                              | 18 augustus 2023  | S1         | Serie           | In preview                  | VRT 1                                                                     | 2 september 2023       | |
| Elias Van Dingenen: Underdog                        | 1 september 2023  | -          | Comedy          | Andere                      | -                                                                         | -                      | |
| Exen                                                | 4 september 2023  | S1         | Serie           | In preview                  | VTM                                                                       | 26 september 2023      | |
| Belgium's Next Top Model                            | 15 september 2023 | S1         | Reality         | Streamz Original            | -                                                                         | -                      | Wekelijkse stacking. |
| Belgium's Next Top Model                            | 5 juli 2024       | S2         | Reality         | Streamz Original            | -                                                                         | -                      | Wekelijkse stacking. |
| 3FF                                                 | 12 oktober 2023   | S1         | Serie           | Streamz Original            | -                                                                         | -                      | Spin-off van D5R. |
| 3FF                                                 | 12 december 2024  | S2         | Serie           | Streamz Original            | -                                                                         | -                      | Spin-off van D5R. |
| Hamsters                                            | 2 November 2023   | S1         | Serie           | Streamz Original            | -                                                                         | -                      | In samenwerking met Laura Janssens. |
| Humo's Comedy Cup: De Weg naar de Finale            | 7 november 2023   | S1         | Comedy          | Streamz Original            | VTM 2                                                                     | 14 december 2023       | |
| Alter Ego                                           | 1 December 2023   | S1         | Serie           | In preview                  | Play4                                                                     | -                      | |
| What A Drag                                         | 14 December 2023  | S1         | Documentaire    | Streamz Original            | -                                                                         | -                      | |
| De Expeditie                                        | 18 december 2023  | S1         | Reality         | In preview                  | Play4                                                                     | 8 januari 2024         | |
| De Expeditie                                        | 16 december 2024  | S2         | Reality         | In preview                  | Play4                                                                     | 6 januari 2025         | |
| Chantal                                             | 29 december 2023  | S2         | Serie           | In preview                  | VRT 1                                                                     | 21 januari 2024        | |
| Chantal                                             | 6 maart 2025      | S3         | Serie           | In preview                  | VRT 1                                                                     | Najaar 2025            | |
| Joost Vandecasteele - '#Eindejaars'                 | 3 januari 2024    | -          | Comedy          | Andere                      | -                                                                         | -                      | |
| Styx                                                | 2 februari 2024   | S1         | Serie           | Streamz Original            | -                                                                         | -                      | Sinds zomer 2024 beschikbaar op Netflix. |
| Xander De Rycke - 'Houdt Het Voor Bekeken 2023'     | 5 februari 2024   | -          | Comedy          | Andere                      | -                                                                         | -                      | |
| Xander De Rycke - 'Dit Terzijde'                    | 8 februari 2024   | -          | Comedy          | Andere                      | -                                                                         | -                      | |
| Het Onbekende                                       | 8 februari 2024   | S1         | Reality         | In preview                  | VTM                                                                       | 23 februari 2024       | |
| Bad Bad Belgium                                     | 22 februari 2024  | S1         | Documentaire    | Streamz Original            | -                                                                         | -                      | |
| Han Solo - 'Retro'                                  | 7 maart 2024      | -          | Comedy          | Andere                      | -                                                                         | -                      | |
| Northern Lights                                     | 14 maart 2024     | S1         | Serie           | Streamz Original            | -                                                                         | -                      | |
| Special Forces: Wie Durft Wint                      | 15 april 2024     | S2         | Reality         | In preview                  | VTM                                                                       | 22 april 2024          | Wekelijkse stacking. |
| Amelie Albrecht - Zwaar Leven                       | 18 april 2024     | -          | Comedy          | Andere                      | -                                                                         | -                      | |
| De Harde Kern                                       | 2 mei 2024        | S1         | Documentaire    | Streamz Original            | -                                                                         | -                      | |
| Jeroen Verdick - Alleen                             | 2 mei 2024        |            | Comedy          | Andere                      | -                                                                         | -                      | |
| Kameleon                                            | 9 mei 2024        | S1         | Serie           | Streamz Original            | -                                                                         | -                      | |
| Onder Vuur                                          | 6 juni 2024       | S3         | Serie           | In preview                  | VRT 1                                                                     | 10 november 2024       | Seizoen 1 en 2 met terugwerkende kracht ook beschikbaar op Streamz. |
| Sphinx                                              | 13 juni 2024      | S1         | Serie           | Andere                      | -                                                                         | -                      | |
| Han Solo - 'De Lijst'                               | 13 juni 2024      | -          | Comedy          | Andere                      | -                                                                         | -                      | |
| Robrecht Vanden Thoren - Achteraf Niet Komen Huilen | 4 juli 2024       | -          | Comedy          | Andere                      | -                                                                         | -                      | |
| 20 jaar Het Eiland                                  | 11 juli 2024      | -          | Special         | Streamz Original            | VRT Canvas                                                                | 3 december 2024        | In samenwerking met VRT. |
| De Kotmadam                                         | 25 juli 2024      | S25        | Serie           | In preview                  | VTM                                                                       | 30 november 2024       | Laatste jaargang van de serie. |
| Drugs Dus                                           | 8 augustus 2024   | S1         | Documentaire    | In preview                  | VRT Canvas                                                                | 3 december 2024        | |
| FBoy Island                                         | 15 augustus 2024  | S1         | Guilty pleasure | Streamz Original            | -                                                                         | -                      | |
| Dries Heyneman – Uit Respect voor de Buren          | 22 augustus 2024  | -          | Comedy          | Andere                      | -                                                                         | -                      | |
| Grof Geschud - Broeden                              | 5 september 2024  | -          | Comedy          | Andere                      | -                                                                         | -                      | |
| Hetty Helsmoortel - Missie 2023                     | 1 oktober 2024    | -          | Comedy          | Andere                      | -                                                                         | -                      | |
| Megan: een bewogen jaar                             | 24 oktober 2024   | S1         | Reality         | Streamz Original            | -                                                                         | -                      | |
| Viva De Romeo's                                     | 24 oktober 2024   | -          | Documentaire    | Streamz Original            | -                                                                         | -                      | |
| Moresnet                                            | 7 november 2024   | S1         | Serie           | Streamz Original            | -                                                                         | -                      | |
| Wouter Deprez - Slijk                               | 7 november 2024   | -          | Comedy          | Andere                      | -                                                                         | -                      | |
| Vincent Voeten - Smaad                              | 21 november 2024  | -          | Comedy          | Andere                      | -                                                                         | -                      | |
| Jackson & Malone                                    | 21 november 2024  | S1         | Serie           | Streamz Original            | -                                                                         | -                      | Nederlandse productie. In samenwerking met Videoland. |
| Polyamorie: liefde in overvloed                     | 23 november 2024  | S1         | Documentaire    | Streamz Original            | -                                                                         | -                      | |
| Single Bells                                        | 25 november 2024  | S1         | Serie           | In preview                  | VTM                                                                       | 9 december 2024        | Serie met Julie Van den Steen in haar eerste hoofdrol. |
| Alex Agnew - Wake Me Up When It's Over              | 5 december 2024   | -          | Comedy          | Andere                      | -                                                                         | -                      | |
| Henk Rijckaert - Maker                              | 5 december 2024   | -          | Comedy          | Andere                      | -                                                                         | -                      | |
| De Outsider: Serine en de ...                       | 5 december 2024   | S1         | Reality         | Streamz Original            | -                                                                         | -                      | Dit programma heeft 2 verschillende varianten: - 'De Outsider: Serine en de sugarmommies' - 'De Outsider: Serine en de wietnonnen' |
| Putain                                              | 19 december 2024  | S1         | Serie           | Streamz Original            | -                                                                         | -                      | |
| Onopgelost                                          | 2 januari 2025    | S1         | Serie           | Streamz Original            | -                                                                         | -                      | Nederlandse productie. In samenwerking met Videoland. |
| Safe Harbor                                         | 23 januari 2025   | S1         | Serie           | Streamz Original            | -                                                                         | -                      | |
| Dood Spoor                                          | 11 februari 2025  | S1         | Serie           | In preview                  | Play4                                                                     | 25 februari 2025       | |
| Lukas Lelie - Kwestie van Smaak                     | 13 februari 2025  | -          | Comedy          | Andere                      | -                                                                         | -                      | |
| Kung Fu Helden                                      | 17 februari 2025  | S1         | Reality         | In preview                  | VTM                                                                       | 10 maart 2025          | |
| The Real Housewives of Antwerp                      | 17 maart 2025     | S1         | Reality         | In preview                  | Play4                                                                     | 11 april 2025          | |
| Drift                                               | 30 april 2025     | S1         | Serie           | Streamz Original            | -                                                                         | -                      | |
| Holy Sh!t                                           | 28 mei 2025       | S1         | Serie           | Streamz Original            | -                                                                         | -                      | |
| Oh, Otto!                                           | 3 juli 2025       | S1         | Serie           | Streamz Original            | -                                                                         | -                      | |

### Play (More)-programma's
Vanaf 2015 zond Telenet via Play More previews en eigen gemaakte programma's uit. De meeste programma's zijn later uitgezonden op televisie. De programma's D5R en wtFOCK werden ook via Play More uitgezonden, maar staan niet in de lijst omdat er nieuwe afleveringen worden gemaakt en uitgezonden via Streamz.
| Titel                         | Première        | Soort        | Preview of eigen productie | Tv-zender | Première tv-zender | Overige informatie |
| ----------------------------- | --------------- | ------------ | -------------------------- | --------- | ------------------ | --- |
| Amigo's                       | 2015            | Serie        | Preview                    | VTM       | 16 januari 2017    | In Nederland beschikbaar via Videoland                                                                                        |
| Chaussée d'Amour              | 10 mei 2016     | Serie        | Eigen productie            | VIER      | 7 februari 2017    | Tweede seizoen in ontwikkeling. In Nederland te bekijken op Videoland                                                         |
| Crimi Clowns                  | Maart 2017      | Serie        | Preview                    | Q2        | 2 maart 2018       | Alleen seizoen 3 in preview te zien, niet meer te zien op Streamz                                                             |
| Gent-West                     | 1 april 2017    | Serie        | Eigen productie            | VIER      | 7 februari 2018    | Twee seizoenen van gemaakt.                                                                                                   |
| It's showtime                 | 8 juli 2017     | Serie        | Preview                    | Eén       | Niet uitgezonden   | It's showtime zou worden uitgezonden op Eén, maar werd uiteindelijk niet uitgezonden.                                         |
| De Dag                        | 26 maart 2018   | Serie        | Eigen productie            | VIER      | 10 januari 2019    | In Nederland te zien op Videoland                                                                                             |
| Grenslanders                  | 22 maart 2019   | Serie        | Preview                    | Eén       | 8 september 2019   | In Nederland werd de serie uitgezonden door AVROTROS op NPO 3.                                                                |
| Geub                          | 5 april 2019    | Serie        | Preview                    | Eén       | 3 september 2019   | In Nederland was deze serie eerst beschikbaar via Videoland en later uitgezonden via RTL 4.                                   |
| #hetisingewikkeld (seizoen 2) | 23 oktober 2019 | Serie        | Preview                    | VIER      | 6 oktober 2020     | - |
| Influencers                   | 8 maart 2020    | Serie        | Preview                    | VIER      | 8 maart 2020       | Tegelijkertijd beschikbaar via VIER en Play More, extra clips en fragmenten van de serie op Streamz                           |
| Albatros                      | 1 juli 2020     | Serie        | Preview                    | Canvas    | 15 februari 2021   | Serie van de makers van Bevergem.                                                                                             |
| Over de oceaan                | 6 juli 2020     | Reality      | Preview                    | VIER      | 28 december 2020   | Programma alleen beschikbaar voor Telenetklanten die Streamz of PlayMore hebben in de TV-Theek, maar niet via de Streamz-app. |
| Justice for All               | 3 augustus 2020 | Documentaire | Preview                    | VIER      | 29 oktober 2020    | - |

### Films met steun van Telenet
In 2013 is Telenet begonnen met het programma "Stap", een investeringsprogramma dat investeert in de productie van Vlaamse films en televisieseries.
Hieronder de films die nog te bekijken zijn op Streamz.
| Film                                  | Premier Bioscoop/ Filmfestival | Soort                     | Overige informatie                                                                                  |
| ------------------------------------- | ------------------------------ | ------------------------- | --------------------------------------------------------------------------------------------------- |
| Lee & Cindy C.                        | 1 juli 2015                    | Tragikomedie              | Film van Stany Crets                                                                                |
| Isra en het magische boek             | 15 september 2015              | Fantasyfilm, avontuur     | |
| D'Ardennen                            | 14 oktober 2015                | Drama                     | Film van Robin Pront met Veerle Baetens en Kevin Janssens in de hoofdrol                            |
| F.C. De Kampioenen 2: Jubilee General | 28 oktober 2015                | Komedie                   | Film over de gelijknamige VRT-serie                                                                 |
| Safety First: The Movie               | 16 december 2015               | Komedie                   | Film over de gelijknamige VTM-serie                                                                 |
| Black                                 | 11 november 2015               | Actie/drama               | Film van Adil El Arbi & Bilall Fallah en Hans Herbots                                               |
| Wat mannen willen                     | 25 november 2015               | Romantiek                 | Film van Fillip Peeters en de makers van Gent-West                                                  |
| Broer                                 | 20 januari 2016                | Drama/komedie             | Productie tussen België en Ierland                                                                  |
| Helden van de zee                     | 30 januari 2016                | Komedie/Kinderen          | Film over de gelijknamige Ketnet-serie Helden                                                       |
| My First Highway                      | 12 oktober 2016                | Coming-of-age-Drama       | Productie tussen België en Nederland                                                                |
| De Buurtpolitie: De Grote Geldroof    | 31 oktober 2016                | Actie                     | 1ste film van de gelijknamige VTM-serie                                                             |
| Crimi Clowns 2.0: Uitschot            | 9 november 2016                | Misdaad                   | Film van Luk Wyns over de gelijknamige Q2-serie                                                     |
| Dode hoek                             | 25 januari 2017                | Thriller/drama            | |
| D5R: De film                          | 22 februari 2017               | Kinderen                  | Film over de gelijknamige Streamz-serie                                                             |
| Sprakeloos                            | 6 maart 2017                   | Drama                     | Film van Hilde Van Mieghem met Stany Crets en Viviane De Muynck in de hoofdrol                      |
| Cargo                                 | 13 september 2017              | Drama                     | Productie tussen België, Nederland en Frankrijk                                                     |
| Le Fidèle                             | 4 oktober 2017                 | Misdaad, romantisch drama | Frans-Belgische-Nederlandse productie van Michaël R. Roskam met Matthias Schoenaerts in de hoofdrol |
| Façades                               | 14 oktober 2017                | Drama                     | Film van Kaat Beels en Nathalie Basteyns                                                            |
| Resurrection                          | 15 oktober 2017                | Drama                     | speelfilmdebuut van regisseur Kristof Hoornaert                                                     |
| Allemaal familie                      | 22 februari 2017               | Romantische komedie       | Film van de makers van Wat Mannen willen en Gent-West                                               |
| De Romeo's H.I.T                      | 15 maart 2017                  | Actie/komedie             | Film over de gelijknamige groep                                                                     |
| Charlie en Hannah Gaan uit            | 20 oktober 2017                | Komedie                   | Zwart-witfilm met Frances Lefebure, Daphne Wellens en Evelien Bosmans in de hoofdrollen             |
| F.C. De Kampioenen 3: Forever         | 20 december 2017               | Komedie                   | 3de film van de gelijknamige VRT-serie                                                              |
| Patser                                | 24 januari 2018                | Actie                     | Film van Billal Fallah & Adil El Arbi, Belgische-Nederlande productie                               |
| De Buurtpolitie: De Tunnel            | 7 februari 2018                | Actie                     | 2de film van de gelijknamige VTM-serie                                                              |
| Baba Yega: The Movie                  | 28 maart 2018                  | Muziek/familie            | Film over de gelijknamige dansgroep.                                                                |
| De Buurtpolitie: Het Circus           | 23 oktober 2019                | Actie                     | 3de film van de gelijknamige VTM-serie                                                              |
| F.C. De Kampioenen 4: Viva Boma!      | 18 december 2019               | Komedie                   | 4de en laatste film van de gelijknamige VRT-serie                                                   |
| Yummy                                 | 18 december 2019               | Horror/actie              | Eerste Vlaamse zombiefilm, van de makers van Patser en Black                                        |
| Zillion                               | 25 oktober 2022                | Drama                     | Film van Robin Pront over de gelijknamige discotheek en over Dennis Black Magic.                    |

### Internationale programma's
Enkele van de bekende titels uit het internationale aanbod. Deze lijst is incompleet en niet meer up-to-date. . 
| Titel                          | Genre                        | Netwerk            | Seizoenen | Info                                              |
| ------------------------------ | ---------------------------- | ------------------ | --------- | ------------------------------------------------- |
| Batwoman                       | superhelden /crime / mystery | The CW             | 3         |                                                   |
| Euphoria                       | tienerdrama                  | HBO                | 2         | Met Zendaya, 3de seizoen in de maak               |
| Devils                         | drama / thriller             | Sky Atlantic       | 2         | Italiaanse serie                                  |
| The Third Day                  | drama                        | HBO                | 1         |                                                   |
| His Dark Materials             | fantasy                      | BBC One            | 3         | Door HBO wereldwijd verspreid.                    |
| The Undoing                    | drama                        | HBO                | 1         |                                                   |
| Game of Thrones                | fantasy                      | HBO                | 8         |                                                   |
| En el corredor la muerte       | docu                         | Movistar+          | 1         | vierdelige reeks                                  |
| Warrior                        | actie                        | CineMax            | 2         |                                                   |
| Here and now                   | drama                        | HBO                | 1         |                                                   |
| Sharp Objects                  | misdaad / drama / mysterie   | HBO                | 1         |                                                   |
| I hate Suzie                   | dramedy                      | Sky Atlantic       | 2         |                                                   |
| How to with John Wilson        | documentaire                 | HBO                | 2         |                                                   |
| The undoing                    | drama                        | HBO                | 1         |                                                   |
| Watchmen                       | superhelden                  | HBO                | 1         | Gebaseerd op de gelijknamige stripreeks uit 1986. |
| Halo                           | sci-fi                       | Paramount+         | 1         | Gebaseerd op de gelijknamige computerspelserie    |
| Chucky                         | Horror                       | Syfy               | 2         |                                                   |
| The white lotus                | Sitcom                       | HBO                | 2         |                                                   |
| The Sex Lives of College Girls | Comedy / drama               | HBO Max            | 2         |                                                   |
| Mocro Maffia                   | Thriller / drama             | Videoland          | 4         |                                                   |
| Gossip Girl                    | Melodrama                    | HBO Max            | 2         |                                                   |
| Alex Rider                     | Actie / drama                | Amazon Prime Video | 2         |                                                   |
| Banshee                        | Actie / drama                | HBO / Cinemax      | 4         |                                                   |